# Rapator
Rapator ornitholestoides
Genre
Espèce
Rapator est un genre éteint de dinosaures théropodes d'Australie qui vivait à la fin du Crétacé inférieur, il y a environ 105 millions d'années. 
Il est représenté par une seule espèce, Rapator ornitholestoides,.
Il est considéré comme nomen dubium par M. T. Carrano et al. (2012), ainsi que par T. Brougham et al. (2019),.